# ICU (singolo)
ICU è un singolo della cantante statunitense Coco Jones, pubblicato il 21 ottobre 2022 come secondo estratto dal quinto EP What I Didn't Tell You.

## Descrizione
Spiegando il significato della canzone, Coco Jones ha dichiarato:

## Video musicale
Il video musicale è stato reso disponibile in concomitanza con l'uscita del singolo.

## Tracce
Testi e musiche di Courtney Jones, Darhyl Camper, Raymond Komba, Roy Rockette e Travis Simmons.
Download digitale, streaming
1. ICU – 4:01

Download digitale, streaming
1. ICU (con Justin Timberlake) (Remix) – 3:38

## Classifiche
| Classifica (2024) | Posizione massima |
| ----------------- | ----------------- |
| Stati Uniti       | 62                |